# Masterbatch
Unter dem Begriff Masterbatch bzw. Farbgranulat versteht man Kunststoffadditive in Form von Granulaten mit Gehalten an Farbmitteln oder Additiven, die höher sind als in der Endanwendung. Sie werden dem Kunststoff (Rohpolymer) zum Einfärben oder zur Veränderung der Eigenschaften beigemischt. Masterbatches erhöhen dabei im Vergleich zu  Pulver-förmigen Zusatzstoffen die technische Prozesssicherheit und sind gut zu verarbeiten.
Generell unterscheidet man drei Gruppen von Masterbatches. Einerseits die Farb-Masterbatches, die zum Einfärben von Kunststofferzeugnissen dienen, andererseits die Additiv-Masterbatches, die für bestimmte Eigenschaften der Endprodukte sorgen, wie zum Beispiel UV-Stabilisierung, Flammschutz, Antistatik oder Antiblock, sowie Kombinations-Masterbatches, die sowohl Farbstoffe als auch Additive enthalten.
Bei einem Masterbatch wird meist versucht, das Additiv so weit wie möglich zu konzentrieren, d. h. so wenig Polymer wie möglich zu nehmen, um das Additiv „zusammenzukleben“.
Eine Erklärung, wie der Begriff „Masterbatch“ entstanden sein könnte, mag auf einer Verallgemeinerung des Verfahrens bei der Gummiherstellung beruhen. Früher durfte nur der Meister hochkonzentrierte und damit teure Mischungen (= englisch batches) zur späteren Verdünnung herstellen. Es waren die Mischungen des Meisters (= masterbatches). Farb-/Additiv-/Kombikonzentrate sind die Entsprechungen in deutscher Branchenumgangssprache. Eine wissenschaftlichere, aber ungebräuchliche Umschreibung wäre „polymergebundene Zusatzstoffe“.

## Herstellung
In der Mischerei werden Farbpigmente oder Chemikalien mit Rohpolymer (also unbehandeltem Kunststoffgranulat) vermischt. Diese Mischung wird anschließend in einem Extruder aufgeschmolzen und dann granuliert.
Unabhängig von der Fertigungsmethode wird das Masterbatch danach über ein Klassiersieb und evtl. noch durch einen Metallabscheider geschickt, um zu große oder zu kleine Kunststoffteile bzw. kleine Metallteile, die sich aufgrund der Abnutzung von der Maschine gelöst haben, zu entfernen. Je nach Polymerträger wird das Fertigprodukt in Plastiksäcke oder feuchtigkeitsdichte, alukaschierte Gebinde verpackt und dann an kunststoffverarbeitende Betriebe ausgeliefert.

## Alternativen
Eine Alternative zur Masterbatch-Einfärbung bietet die Einfärbung mit Flüssigfarben oder Pulverpigmenten.